# 1956-os Formula–1 világbajnokság
Az 1956-os Formula–1-es szezon volt a 7. FIA Formula–1 világbajnoki szezon. 1956. január 22-étől szeptember 2-áig tartott. 1 éves kihagyás után visszakerült a versenynaptárba a francia és a német nagydíj, kikerült a holland nagydíj. 1951 és 1952 után harmadszor volt 8 futamos a szezon.
Fangio a Mercedestől a Ferrarihoz igazolt, Giuseppe Farina visszavonult. Moss és González a Ferraritól a Maseratihoz szerződött, utóbbi azonban csak 5 futam erejéig, a szezon utolsó 3 futamára átült a Vanwallba.

## Szabályok
Az első öt célba érkezőnek járt világbajnoki pont (8, 6, 4, 3, 2). 1 pontot adtak a leggyorsabb körért. A nyolcból csak a legjobb öt pontszám számított bele a világbajnokság végeredményébe. A pontokat megosztott autókért egyformán megosztották a versenyzők között, tekintet nélkül arra, hogy ki vezette többet az autót. Amennyiben egy pilóta több autóban is ült egy verseny folyamán, csak a legjobb helyezésért járó pontokat kapta meg, kivéve, ha úgy ítélték meg, hogy valamelyik pilóta nem tett meg elegendő számú kört.

## A szezon menete
A Mercedes-Benz visszavonulásával összesen öt csapat indult a versenyeken, a korai argentin nagydíjra csupán a Ferrari és a Maserati utazott el, tizenhárom versenyzővel.
A legjobb edzésidőt Fangio futotta, a versenyben a 23. körig vezetett, ekkor az üzemanyagszivattyú hibája miatt kellett kiállnia, a pályáról azonnal kihívott Musso kocsijával folytatta a versenyt. Az élen ekkor Stirling Moss haladt a győzelem felé, de a 83. körben bekövetkezett dugattyútörés miatt kiállni kényszerült. Fangio így megnyerte a versenyt, de csak öt pontot szerzett, a többit Musso kapta, mivel közösen szerezték a győzelmet. Ezzel a második helyen végző Jean Behra vezette a pontversenyt.
A monacói versenyen a győzelmet a Maserati 250F volánjánál ülő Stirling Moss szerezte meg, aki az első körtől a verseny végéig vezette a versenyt. Fangio Lancia-Ferrarijának hátsó kereke a 32. körben a Sainte-Devote kanyarban nekiütközött a falnak és megsérült. Az argentin autójával Eugenio Castellotti folytatta a versenyt, ő még a 20. körben esett ki kuplungmeghibásodás miatt. Fangio Peter Collins D50-es versenyautójával folytatta a versenyt és végül második lett.
Az 1956-os indianapolisi 500-on Pat Flaherty az első rajthelyről indulva, 123 körön át vezetve Watson-Offenhauser kocsijával nyerte meg a versenyt.
A belga nagydíjon összesen tizenöt versenyző indult. Juan Manuel Fangio részére egy új Ferrari érkezett, de miután kipróbálta átadta Peter Collinsnak aki ezzel megnyerte a versenyt. Fangio autójának hátsóhídja és differenciálműve a 23. körben tönkrement. Stirling Moss vezetett a tizedik körig ekkor bal hátsó kereke elszabadult, csak lélekjelenléte mentette meg egy tragikus bukástól. Átült Perdisa autójába és a harmadik helyen ért célba, Paul Frère mögött.
A francia nagydíjon Fangio szerezte meg az első helyet az időmérőn, a rajtól Collins jött el elsőnek, a második körben már Castelloti volt az élen, Fangio csak a negyedik körben vette vissza vezető helyét. Maurice Trintignant egy új kék színű Bugatti 251-es versenyautóval indult, a francia gép a 18. körben hagyta cserben vezetőjét. Fangio Ferrarija a 39. körben gyertya probléma miatt állt a boxba, az elhúzódó javítás miatt Peter Collins már behozhatatlan előnnyel nyerte a futamot és a pontversenyben is átvette a vezetést.
Silverstone-ban a Moss, Fangio, Hawthorn rajtsorrend hamar felborult, Hawthorn állt az élre és 15 körön át vezetett. Ekkor tudta utolérni Moss, innentől  kezdve a hatvankilencedik körig ő vezetett. González Vanwalljával már az első száz méteren erőátviteli probléma miatt kiesett. Fangio elrontott rajtja miatt a hatodik helyre esett vissza, de fokozatosan küzdötte magát előre. A huszadik körben negyedik, a harmincadikban harmadik a verseny felénél már második volt. Moss gyújtáshiba miatt javításra állt ki, innentől kezdve Fangio az élre állt és nyert.
A Nürburgringen Juan Manuel Fangio az élről indulva végig vezetve nyerte a futamot. A húsz indulóból csak öten értek célba, Peter Collins gépének benzintankja szakadt le, Moss pedig gyújtásproblémákkal küzdött, de még így is második helyen ért célba.
Az utolsó, olasz nagydíj előtt még négy versenyző lehetett világbajnok, Fangiónak 30, Collinsnak és Behrának 22, Mossnak 19 pontja volt. Behra reményei a huszonharmadik körben szálltak el elektromos hiba miatt. Fangio vezetett Moss Maseratija előtt, a Ferrari kormányműve eltört, de Fangiónak nagy szerencsével sikerült elkerülnie a bukást. Collins a harmadik helyen haladt ekkor és a világbajnoki esélye neki volt a legjobb. A Ferrari ekkor Mussót akarta kihívni a pályáról, ő azonban nem akarta észrevenni a jelzést, inkább gyorsított és Moss tankolása alatt az élre is került. Közben Collins is a boxba állt kerékcserére, látva Fangio szorult helyzetét angol úriemberi nagyvonalúsággal átadta neki autóját. Fangio a második helyen célba érkezve nyerte meg negyedik világbajnoki címét.

## Futamok
| #  | Verseny           | Dátum         | Pálya             | Pályakép    | Győztes pilóta                 | Győztes csapat     | Összefoglaló |
| -- | ----------------- | ------------- | ----------------- | ----------- | ------------------------------ | ------------------ | ------------ |
| 49 | argentin nagydíj  | Január 22.    | Oscar Gálvez      |             | Luigi Musso Juan Manuel Fangio | Lancia-Ferrari     | Összefoglaló |
| 50 | monacói nagydíj   | Május 13.     | Monaco            |             | Stirling Moss                  | Maserati           | Összefoglaló |
| 51 | indianapolisi 500 | Május 30.     | Indianapolis      |             | Pat Flaherty                   | Watson-Offenhauser | Összefoglaló |
| 52 | belga nagydíj     | Június 3.     | Spa-Francorchamps |             | Peter Collins                  | Lancia-Ferrari     | Összefoglaló |
| 53 | francia nagydíj   | Július 1.     | Reims             |             | Peter Collins                  | Lancia-Ferrari     | Összefoglaló |
| 54 | brit nagydíj      | Július 14.    | Silverstone       |             | Juan Manuel Fangio             | Lancia-Ferrari     | Összefoglaló |
| 55 | német nagydíj     | Augusztus 5.  | Nürburgring       | Nürburgring | Juan Manuel Fangio             | Lancia-Ferrari     | Összefoglaló |
| 56 | olasz nagydíj     | Szeptember 2. | Monza             |             | Stirling Moss                  | Maserati           | Összefoglaló |

## A bajnokság végeredménye

### Versenyzők
Pontozás:
| Helyezés | 1. | 2. | 3. | 4. | 5. | Lk. | 6.-20. |
| -------- | -- | -- | -- | -- | -- | --- | ------ |
| Pont     | 8  | 6  | 4  | 3  | 2  | 1   | 0      |

| Helyezés | Versenyző               | ARG      | MON      | 500 | BEL      | FRA      | GBR      | GER      | ITA      | Pontszám |
| -------- | ----------------------- | -------- | -------- | --- | -------- | -------- | -------- | -------- | -------- | -------- |
| 1        | Juan Manuel Fangio      | 1*† / Ki | 2*† / 4† |     | Ki       | 4*       | 1        | 1*       | 2† / 8†  | 30 (33)  |
| 2        | Stirling Moss           | Ki       | 1        |     | 3*† / Ki | 5† / Ki  | Ki*      | 2        | 1*       | 27 (28)  |
| 3        | Peter Collins           | Ki       | 2†       |     | 1        | 1        | 2† / Ki  | Ki† / Ki | 2†       | 25       |
| 4        | Jean Behra              | 2        | 3        |     | 7        | 3        | 3        | 3        | Ki† / Ki | 22       |
| 5        | Pat Flaherty            |          |          | 1   |          |          |          |          |          | 8        |
| 6        | Eugenio Castellotti     | Ki       | 4† / Ki  |     | Ki       | 2        | 10†      | Ki† / Ki | 8† / Ki  | 7,5      |
| 7        | Sam Hanks               |          |          | 2   |          |          |          |          |          | 6        |
| 8        | Paul Frère              |          |          |     | 2        |          |          |          |          | 6        |
| 9        | Paco Godia              |          |          |     | Ki       | 7        | 8        | 4        | 4        | 6        |
| 10       | Jack Fairman            |          |          |     |          |          | 4        |          | 5        | 5        |
| 11       | Luigi Musso             | 1†       | Ki       |     |          |          |          | Ki†      | Ki       | 4        |
| 12       | Mike Hawthorn           | 3        |          |     |          | 10†      | Ki       |          |          | 4        |
| 13       | Ron Flockhart           |          |          |     |          |          | Ki       |          | 3        | 4        |
| 14       | Don Freeland            |          |          | 3   |          |          |          |          |          | 4        |
| 15       | Alfonso de Portago      |          |          |     |          | Ki       | 2† / 10† | Ki†      | Ki       | 3        |
| 16       | Cesare Perdisa          |          | 7        |     | 3†       | 5†       | 7        | Ki       |          | 3        |
| 17       | Harry Schell            |          | Ki       |     | 4        | 10† / Ki | Ki       | Ki       | Ki       | 3        |
| 18       | Johnnie Parsons         |          |          | 4   |          |          |          |          |          | 3        |
| 19       | Louis Rosier            |          | Ki       |     | 8        | 6        | Ki       | 5        |          | 2        |
| 20       | Luigi Villoresi         |          |          |     | 5        | Ki       | 6        | Ki       | Ki       | 2        |
| 21       | Hernando da Silva Ramos |          | 5        |     |          | 8        | Ki       |          | Ki       | 2        |
| 22       | Horace Gould            |          | 8        |     | Ki       |          | 5        | Ki       |          | 2        |
| 23       | Olivier Gendebien       | 5        |          |     |          | Ki       |          |          |          | 2        |
| 24       | Dick Rathmann           |          |          | 5   |          |          |          |          |          | 2        |
| 25       | Gerino Gerini           | 4†       |          |     |          |          |          |          | 10       | 1,5      |
| 26       | Chico Landi             | 4†       |          |     |          |          |          |          |          | 1,5      |
| 27       | Paul Russo              |          |          | Ki* |          |          |          |          |          | 1        |
| 28       | André Pilette           |          | 6†       |     | 6        | 11       |          | Ki       |          | 0        |
| 29       | Luigi Piotti            | Ki       |          |     |          |          |          |          | 6        | 0        |
| 30       | Bob Sweikert            |          |          | 6   |          |          |          |          |          | 0        |
| 31       | Oscar Gonzalez          | 6†       |          |     |          |          |          |          |          | 0        |
| 32       | Alberto Uria            | 6†       |          |     |          |          |          |          |          | 0        |
| 33       | Élie Bayol              |          | 6†       |     |          |          |          |          |          | 0        |
| 34       | Bob Veith               |          |          | 7   |          |          |          |          |          | 0        |
| 35       | Toulo de Graffenried    |          |          |     |          |          |          |          | 7        | 0        |
| 36       | Rodger Ward             |          |          | 8   |          |          |          |          |          | 0        |
| 37       | Robert Manzon           |          | Ki       |     |          | 9        | 9        | Ki       | Ki       | 0        |
| 38       | André Simon             |          |          |     |          | Ki       |          |          | 9        | 0        |
| 39       | Jimmy Reece             |          |          | 9   |          |          |          |          |          | 0        |
| 40       | Cliff Griffith          |          |          | 10  |          |          |          |          |          | 0        |
| 41       | Roy Salvadori           |          |          |     |          |          | Ki       | Ki       | 11       | 0        |
| 42       | Gene Hartley            |          |          | 11  |          |          |          |          |          | 0        |
| 43       | Bob Gerard              |          |          |     |          |          | 11       |          |          | 0        |
| 44       | Fred Agabashian         |          |          | 12  |          |          |          |          |          | 0        |
| 45       | Bob Christie            |          |          | 13  |          |          |          |          |          | 0        |
| 46       | Al Keller               |          |          | 14  |          |          |          |          |          | 0        |
| 47       | Eddie Johnson           |          |          | 15  |          |          |          |          |          | 0        |
| 48       | Billy Garrett           |          |          | 16  |          |          |          |          |          | 0        |
| 49       | Duke Dinsmore           |          |          | 17  |          |          |          |          |          | 0        |
| 50       | Pat O'Connor            |          |          | 18  |          |          |          |          |          | 0        |
| 51       | Jimmy Bryan             |          |          | 19  |          |          |          |          |          | 0        |
| —        | Ottorino Volonterio     |          |          |     |          |          |          | HN       |          | 0        |
| —        | Maurice Trintignant     |          | Ki       |     | Ki       | Ki       | Ki       |          | Ki       | 0        |
| —        | Umberto Maglioli        |          |          |     |          |          | Ki       | Ki       | Ki†      | 0        |
| —        | Bruce Halford           |          |          |     |          |          | Ki       | KIZ      | Ki       | 0        |
| —        | José Froilán González   | Ki       |          |     |          |          | Ki       |          |          | 0        |
| —        | Piero Taruffi           |          |          |     |          | Ki       |          |          | Ki       | 0        |
| —        | Giorgio Scarlatti       |          | NK       |     |          |          |          | Ki       |          | 0        |
| —        | Carlos Menditéguy       | Ki       |          |     |          |          |          |          |          | 0        |
| —        | Jim Rathmann            |          |          | Ki  |          |          |          |          |          | 0        |
| —        | Johnnie Tolan           |          |          | Ki  |          |          |          |          |          | 0        |
| —        | Tony Bettenhausen       |          |          | Ki  |          |          |          |          |          | 0        |
| —        | Jimmy Daywalt           |          |          | Ki  |          |          |          |          |          | 0        |
| —        | Jack Turner             |          |          | Ki  |          |          |          |          |          | 0        |
| —        | Keith Andrews           |          |          | Ki  |          |          |          |          |          | 0        |
| —        | Andy Linden             |          |          | Ki  |          |          |          |          |          | 0        |
| —        | Al Herman               |          |          | Ki  |          |          |          |          |          | 0        |
| —        | Ray Crawford            |          |          | Ki  |          |          |          |          |          | 0        |
| —        | Johnny Boyd             |          |          | Ki  |          |          |          |          |          | 0        |
| —        | Troy Ruttman            |          |          | Ki  |          |          |          |          |          | 0        |
| —        | Johnny Thomson          |          |          | Ki  |          |          |          |          |          | 0        |
| —        | Piero Scotti            |          |          |     | Ki       |          |          |          |          | 0        |
| —        | Desmond Titterington    |          |          |     |          |          | Ki       |          |          | 0        |
| —        | Tony Brooks             |          |          |     |          |          | Ki       |          |          | 0        |
| —        | Archie Scott-Brown      |          |          |     |          |          | Ki       |          |          | 0        |
| —        | Paul Emery              |          |          |     |          |          | Ki       |          |          | 0        |
| —        | Jack Brabham            |          |          |     |          |          | Ki       |          |          | 0        |
| —        | André Milhoux           |          |          |     |          |          |          | Ki       |          | 0        |
| —        | Les Leston              |          |          |     |          |          |          |          | Ki       | 0        |
| —        | Ed Elisian              |          |          | Ki† |          |          |          |          |          | 0        |
| —        | Eddie Russo             |          |          | Ki† |          |          |          |          |          | 0        |
| —        | Colin Chapman           |          |          |     |          | NI       |          |          |          | 0        |
| Helyezés | Versenyző               | ARG      | MON      | 500 | BEL      | FRA      | GBR      | GER      | ITA      | Pontszám |

- * Leggyorsabb kör (1 pont)
- ** Több versenyző futott ugyanolyan gyors leggyorsabb kört (megosztott 1 pont).
- † A helyezés ugyan annak az autónak két pilótája között megosztott